# NGC 2273
NGC 2273 (другие обозначения — UGC 3546, MCG 10-10-15, MK 620, ZWG 285.6, IRAS06456+6054, PGC 19688) — спиральная галактика с перемычкой (SBa) в созвездии Рысь, расположенная на расстоянии 85—95 миллионов световых лет. Галактику открыл Нильс Кристофер Дунер 15 сентября 1867 года.
Этот объект входит в число перечисленных в оригинальной редакции «Нового общего каталога».
NGC 2273 обладает активным ядром и относится к сейфертовским галактикам типа II.
Галактика NGC 2273 входит в состав группы галактик NGC 2273. Помимо NGC 2273 в группу также входят NGC 2273B, UGC 3504 и UGC 3598.

## Характеристики
NGC 2273 является кольцеобразной галактикой: она состоит из внутреннего кольца и двух внешних псевдоколец, образованных спиральными рукавами. Центральная яркая область галактики составляет 25—30 тысяч световых лет в диаметре, диаметр внутреннего псевдокольца около 65 тысяч световых лет, а внешнего — 90—95 тысяч световых лет. В галактике содержится около 1,1×109 M☉ газообразного водорода (HI), причём большая его часть содержится во внешнем псевдокольце. Также присутствует большое количество молекулярного газа, что считается признаком активного звездообразования.
Наиболее приемлемым объяснением источника энергии активных ядер галактик является наличие аккреционного диска вокруг сверхмассивной чёрной дыры. Масса чёрной дыры в центре NGC 2273 оценивается в (7.5±0.4)×106 M☉.

## Галерея

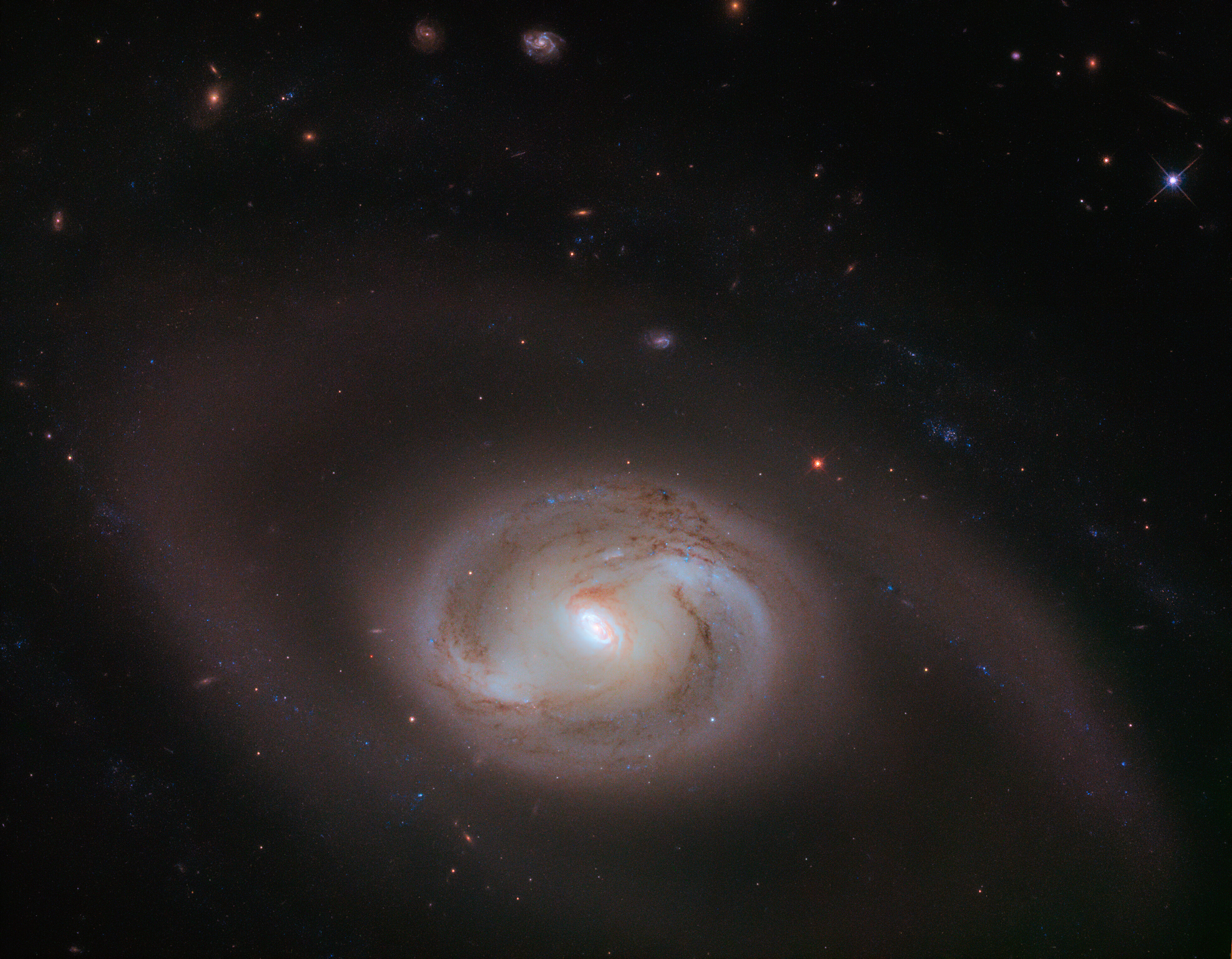
Снимок галактики, сделанный телескопом Хаббл